# Élections législatives tchèques de 2013
Les élections législatives tchèques de 2013 (en tchèque : Volby do Poslanecké sněmovny Parlamentu České republiky 2013) se tiennent de manière anticipée les vendredi 25 et samedi 26 octobre 2013, afin d'élire les 200 députés de la 7e législature de la Chambre des députés pour un mandat de quatre ans.
Le scrutin se tient huit mois avant le terme naturel de la législature, en conséquence du refus des députés d'accorder leur confiance au technocrate Jiří Rusnok, choisi par le nouveau président de la République Miloš Zeman. Il voit la victoire de justesse du Parti social-démocrate sur le parti ANO 2011 de l'homme d'affaires Andrej Babiš. Tous deux s'associent ensuite avec l'Union chrétienne démocrate pour former un gouvernement de coalition.

## Contexte

### Majorité absolue de droite
Lors des élections législatives des 28 et 29 mai 2010, le pays est gouverné depuis un an par un gouvernement de technocrates présidé par le statisticien Jan Fischer et disposant du soutien du Parti social-démocrate tchèque (ČSSD) et du Parti civique démocrate (ODS).
Le scrutin est marqué par le recul du ČSSD et de l'ODS, pourtant donnés favoris par les sondages. Les sociaux-démocrates doivent se contenter de 55 députés sur 200, les libéraux en remportant deux de moins. L'élection voit surtout la percée du parti démocrate-chrétien TOP 09 et de la formation centriste Affaires publiques (VV), qui s'adjugent respectivement 41 et 24 sièges. En tout, les forces du centre droit remportent un total de 118 députés, la plus nette majorité depuis 1992.
Environ un mois après le scrutin, le président de l'ODS et ancien ministre du Travail, Petr Nečas, est nommé président du gouvernement de la Tchéquie et forme une coalition entre son parti, TOP 09 et Affaires publiques. Le président de TOP 09, Karel Schwarzenberg, devient vice-président du gouvernement et retrouve ses fonctions de ministre des Affaires étrangères, tandis que le président des VV, Radek John, est désigné vice-président du gouvernement et ministre de l'Intérieur. La nouvelle équipe, dont Miroslav Kalousek, vrai idéologue et fondateur de TOP 09, est le ministre des Finances, s'engage à restaurer les comptes publics par une politique d'austérité sévère, à lutter contre la corruption et réformer l'élection du président de la République.

### Élection présidentielle et gouvernement intérimaire
Le 26 janvier 2013, l'ancien président du gouvernement Miloš Zeman, figure de la gauche tchèque, est élu président de la République ; il s'agit du premier scrutin présidentiel à se tenir au suffrage direct, le chef de l'État étant auparavant élu par le Parlement.
Dès son investiture, le nouveau président de la République ne cache pas sa profonde antipathie pour le gouvernement. Petr Nečas, mis en cause dans une affaire de corruption et impliqué dans un scandale de nature conjugale concernant sa maîtresse et directrice de cabinet, Jana Nagyová, se voit contraint de démissionner au milieu du mois de juin. La coalition au pouvoir choisit alors de le remplacer par la présidente de la Chambre, Miroslava Němcová, mais le chef de l'État préfère désigner son conseiller économique Jiří Rusnok comme président du gouvernement.
Nommé par le président de la République, le gouvernement Rusnok doit cependant s'assurer de la confiance des parlementaires ; or, le 7 août, le cabinet n'obtient pas la confiance de la Chambre des députés, 100 députés s'opposant à son investiture, contre 93 la soutenant. Jiří Rusnok, qui avait pourtant déclaré avoir l'intention de gouverner sans la confiance des députés, annonce dans la foulée la démission immédiate de son gouvernement. Le 20 août suivant, 140 députés votent en faveur d'élections législatives anticipées, soit 20 de plus que la majorité requise.

## Mode de scrutin
La Chambre des députés (en tchèque : Poslanecká sněmovna) est la chambre basse du Parlement tchèque.
Elle se compose de 200 députés élus pour un mandat de quatre ans au scrutin proportionnel d'Hondt avec vote préférentiel dans 14 circonscriptions électorales qui correspondent aux 13 régions et à Prague.
Un seuil électoral est fixé à l'échelon national : 5 % des suffrages exprimés pour un parti, 10 % pour les coalitions de deux partis, 15 % pour les coalitions de trois partis et 20 % pour les coalitions de quatre partis et plus.
Lors du vote, en plus de celui pour la liste de parti de leur choix, les électeurs peuvent aussi indiquer leur préférence pour un maximum de quatre des candidats inscrits sur la liste. Les candidats recueillant plus de 5 % des suffrages préférentiels à l'échelon régional sont placés en haut de la liste de leur parti. Lorsque plusieurs candidats recueillent plus de 5 % des votes préférentiels, ils sont classés par ordre du nombre total de votes préférentiels qu'ils ont recueillis.
Le vote n'est pas obligatoire.

## Campagne

### Principales forces politiques
| Nom | Nom | Idéologie                                                                        | Chef de file        | Résultat en 2010           |
| --- | --- | -------------------------------------------------------------------------------- | ------------------- | -------------------------- |
|     | Parti social-démocrate tchèque Česká strana sociálně demokratická                                                         | Centre gauche Social-démocratie, social-libéralisme, troisième voie              | Bohuslav Sobotka    | 22,1 % des voix 56 députés |
|     | Parti démocratique civique Občanská demokratická strana                                                                   | Centre droit Libéral-conservatisme, euroscepticisme                              | Miroslava Němcová   | 20,2 % des voix 53 députés |
|     | TOP 09 | Centre droit Libéral-conservatisme, démocratie chrétienne                        | Karel Schwarzenberg | 16,7 % des voix 41 députés |
|     | Parti communiste de Bohême et Moravie Komunistická strana Čech a Moravy                                                   | Gauche à extrême gauche Communisme, marxisme, euroscepticisme                    | Vojtěch Filip (cs)  | 11,3 % des voix 26 députés |
|     | Union chrétienne démocrate - Parti populaire tchécoslovaque Křesťanská a demokratická unie - Československá strana lidová | Centre à centre droit Démocratie chrétienne, conservatisme                       | Pavel Bělobrádek    | 4,4 % des voix 0 député    |
|     | Parti des droits civiques Strana Práv Občanů                                                                              | Centre gauche Social-démocratie, populisme de gauche                             | Vratislav Mynář     | 4,3 % des voix 0 député    |
|     | ANO 2011 | Centre à centre droit Attrape-tout, populisme, libéral-conservatisme             | Andrej Babiš        | Pas créé                   |
|     | Aube de la démocratie directe Úsvit přímé demokracie                                                                      | Droite à extrême droite Nationalisme, populisme de droite, libéral-conservatisme | Tomio Okamura       | Pas créé                   |

## Résultats

### Voix et sièges
|                           |                                                                       |           |       |       |        |               |
| Partis                    | Partis                                                                | Voix      | %     | +/-   | Sièges | +/-           |
|                           | Parti social-démocrate tchèque (ČSSD)                                 | 1 016 829 | 20,46 | 1,63  | 50     | 6             |
|                           | ANO 2011                                                              | 927 240   | 18,66 | Nv.   | 47     | 47            |
|                           | Parti communiste de Bohême et Moravie (KSČM)                          | 741 044   | 14,91 | 3,64  | 33     | 7             |
|                           | TOP 09                                                                | 596 357   | 12,00 | 4,71  | 26     | 15            |
|                           | Parti démocratique civique (ODS)                                      | 384 174   | 7,73  | 12,49 | 16     | 37            |
|                           | Aube de la démocratie directe (Úsvit)                                 | 342 339   | 6,89  | Nv.   | 14     | 14            |
|                           | Union chrétienne démocrate - Parti populaire tchécoslovaque (KDU-ČSL) | 336 970   | 6,78  | 2,39  | 14     | 14            |
|                           | Parti vert (SZ)                                                       | 159 025   | 3,20  | 0,76  | 0      | en stagnation |
|                           | Parti pirate tchèque (ČSP)                                            | 132 417   | 2,66  | 1,85  | 0      | en stagnation |
|                           | Parti des citoyens libres (Svobodní)                                  | 122 564   | 2,47  | 1,73  | 0      | en stagnation |
|                           | Parti des droits civiques (SPOZ)                                      | 75 113    | 1,51  | 2,82  | 0      | en stagnation |
|                           | Parti ouvrier de la justice sociale (DSSS)                            | 42 906    | 0,86  | 0,28  | 0      | en stagnation |
|                           | Mouvement politique Changement (cs) (Změna)                           | 28 592    | 0,58  | Nv.   | 0      | en stagnation |
|                           | Tête haute - Bloc électoral (HLVZHURU)                                | 21 241    | 0,43  | Nv.   | 0      | en stagnation |
|                           | Souveraineté (cs) (Suverenita)                                        | 13 538    | 0,27  | 3,40  | 0      | en stagnation |
|                           | Parti des propriétaires (SsČR)                                        | 13 041    | 0,26  | Nv.   | 0      | en stagnation |
|                           | Autres partis                                                         | 16 594    | 0,33  | –     | 0      | 24            |
|                           |                                                                       |           |       |       |        |               |
| Suffrages exprimés        | Suffrages exprimés                                                    | 4 969 984 | 99,26 |       |        |               |
| Votes blancs et invalides | Votes blancs et invalides                                             | 37 228    | 0,74  |       |        |               |
| Total                     | Total                                                                 | 5 007 212 | 100   | –     | 200    | en stagnation |
| Abstentions               | Abstentions                                                           | 3 417 015 | 40,56 |       |        |               |
| Inscrits/Participation    | Inscrits/Participation                                                | 8 424 227 | 59,44 |       |        |               |

## Analyse et conséquences

### Analyse

Parti arrivé en tête par district.

Arrivé en tête avec 20 % des voix, le Parti social-démocrate tchèque (ČSSD) échoue à atteindre son objectif de remporter un tiers des suffrages, voire d'atteindre les 25 % indiqués par les intentions de vote. Il est talonné par le parti ANO 2011 du milliardaire Andrej Babiš, auteur d'une campagne axée sur la lutte contre la corruption, et qui devance de manière inattendue le Parti communiste de Bohême et Moravie (KSČM), avec qui le ČSSD ambitionnait de gouverner,.
Au pouvoir jusqu'en juillet 2013, le Parti démocratique civique (ODS) et TOP 09 sortent laminés du scrutin, tandis que le parti populiste Aube de la démocratie directe (Usvít) du sénateur Tomio Okamura, très populaire parmi l'électorat, parvient à faire son entrée à la Chambre des députés sur un programme en faveur de la création d'une initiative populaire sur le modèle suisse. À l'inverse, le Parti des droits civiques (SPO), soutien du président de la République Miloš Zeman et qui comptait plusieurs ministres du gouvernement Rusnok parmi ses candidats, échoue largement à franchir le seuil de représentativité des 5 % des exprimés.

### Conséquences
La direction du Parti social-démocrate confie le 10 novembre 2013 un mandat à son président Bohuslav Sobotka pour négocier la formation d'une coalition gouvernementale avec ANO 2011 et l'Union chrétienne démocrate - Parti populaire tchécoslovaque (KDU-ČSL). Ensemble, ces trois partis totalisent 111 députés sur 200. Les trois formations signent le 6 janvier 2014 leur accord de gouvernance commune, six mois après le déclenchement de la crise politique, qui prévoit l'accession de Sobotka à la direction de l'exécutif et celle d'Andrej Babiš au ministère des Finances.
Le 17 janvier 2014, Bohuslav Sobotka est effectivement nommé président du gouvernement par le président de la République, ramenant la social-démocratie au pouvoir après sept ans d'opposition. Le gouvernement Sobotka est nommé et assermenté le 29 janvier, trois mois après les élections et mettant un terme à 175 jours d'affaires courantes. L'exécutif remporte le vote de confiance à la Chambre des députés le 19 février par 110 voix pour, 38 voix contre et 33 abstentions.